# Aníbal Ponce Sobrevilla
Aníbal Ponce Sobrevilla (1905-3 de julio de 1998) fue un embajador peruano.

## Biografía
En 1930, ingresó al servicio exterior.
Pertenecía al personal de Asesores del Comisariato General del Pabellón del Perú en la Exposición Internacional de París de 1937 comisionado con los asuntos de la agricultura.
En 1954 fue consejero en la embajada en Londres y recibió patente como Cónsul General en Buenos Aires.
En 1960 fue director de Personal del Ministerio de Relaciones Exteriores del Perú.
Del 6 de enero de 1961 a 11 de marzo de 1965 fue embajador en Tokio y simultáneamente en Taipéi y Seúl.
Del 11 de marzo de 1965 a 1968 fue embajador en Helsinki.
1968 fue embajador en La Paz. Donde fue encorporado en el Orden del Cóndor de los Andes con el grado de Gran Cruz.
De 1969 al 11 de septiembre de 1970 fue embajador en la Ciudad de México.

| Predecesor: Carlos Nicholson Jefferson                                                                                          | Embajador peruano en Tokio 6 de enero de 1961 a 11 de marzo de 1965       | Sucesor: José Carlos Ferreyros Balta                    |
| Predecesor: | Embajador peruano en Helsinki 11 de marzo de 1965 a 1967                  | Sucesor: Julio Vargas Prada Peirano                     |
| Predecesor: 2 de junio de 1925 a 9 de agosto de 1929: Manuel Elías Bonnemaison 1934-38 y 1942-45: José Luis Bustamante y Rivero | Embajador peruano en La Paz 1968                                          | Sucesor: 7 de febrero de 2010: Manuel Rodríguez Cuadros |
| Predecesor: Alejandro Deustúa Arrospide                                                                                         | Embajador peruano en la Ciudad de México 1969 al 11 de septiembre de 1970 | Sucesor: Alfonso Benavides Correa                       |